# Качанівська сільська рада (Хмільницький район)
| Качанівська сільська рада — колишній орган місцевого самоврядування у Хмільницькому районі Вінницької області з адміністративним центром у с. Качанівка. Сільській раді були підпорядковані населені пункти: - с. Качанівка - с. Семки |

## Склад ради
Рада складалася з 16 депутатів та голови.

## Керівний склад сільської ради
| ПІБ                          | Основні відомості                                                                     | Дата обрання | Дата звільнення |
| ---------------------------- | ------------------------------------------------------------------------------------- | ------------ | --------------- |
| Семенюк Анатолій Олексійович | Сільський голова, 1948 року народження, освіта, безпартійний                          | 26.03.2006   | 31.10.2010      |
| Ратушний Сергій Іванович     | Сільський голова, 1972 року народження, освіта незакінчена вища, член Партії регіонів | 31.10.2010   |                 |

Примітка: таблиця складена за даними джерела